# General Electric CF6
General Electric CF6 військові позначення США F103 і F138 — сімейство висококонтурних турбовентиляторних двигунів виробництва GE Aviation. Базувався на TF39, першому високопотужному реактивному двигуні з високим коефіцієнтом двоконтурності, CF6 приводить в дію широкий спектр цивільних авіалайнерів. Базове ядро двигуна також приводить в дію турбовини LM2500 і LM6000 для морських суден і генераторів електроенергії. Поступово замінюється новим сімейством GEnx.